# Цугнинский сельсовет
Цугнинский сельсовет — административно-территориальная единица и муниципальное образование со статусом сельского поселения в Акушинском районе Дагестана Российской Федерации.
Административный центр — село Цугни.

## Население
| 1989  | 2002  | 2010  | 2012  | 2013  | 2014  | 2015  |
| ----- | ----- | ----- | ----- | ----- | ----- | ----- |
| 1340  | ↗1756 | ↘1541 | ↘1528 | →1528 | ↘1502 | ↘1496 |
| 2016  | 2017  | 2018  | 2019  | 2020  | 2021  | 2023  |
| ↗1502 | ↘1490 | ↘1470 | ↗1474 | ↘1459 | ↗1585 | ↘1575 |
| 2024  |       |       |       |       |       |       |
| ↘1572 |       |       |       |       |       |       |

## Состав
| № | Населённый пункт | Тип населённого пункта       | Население |
| - | ---------------- | ---------------------------- | --------- |
| 1 | Гулебки          | село                         | ↘330      |
| 2 | Ургани           | село                         | ↗496      |
| 3 | Цугни            | село, административный центр | ↗759      |